# Godojos
Godojos és un municipi de la província de Saragossa (Espanya) situat a la comarca de la Comunitat de Calataiud.